# Maigret ha un dubbio
Maigret ha un dubbio (titolo originale francese Maigret à l'école), pubblicato in traduzione italiana col titolo Maigret a scuola, è un romanzo poliziesco di Georges Simenon con protagonista il commissario Maigret, il quarantaquattresimo della serie dedicata al celebre commissario.
Il romanzo è stato scritto alla tenuta Shadow Rock Farm di Lakeville (Connecticut), negli Stati Uniti d'America, dal 1º all'8 dicembre 1953. Uscito settimanalmente a puntate in Francia sulla rivista Le Moustique, n° 1464-1469 dal 14 febbraio al 21 marzo 1954, con le illustrazioni di Gérald Forton. Fu pubblicato il 13 marzo del 1954 presso l'editore Presses de la Cité.

## Trama
Joseph Gastin, maestro di scuola a Saint-André-sur-Mer, vicino a La Rochelle, fugge a Parigi per chiedere la protezione di Maigret. Lo accusano di aver ucciso Léonie Birard, con un colpo di carabina calibro 22 da una certa distanza, mentre era affacciata alla sua finestra. Maigret decide di prendere qualche giorno di congedo e lo accompagna al suo paese. In effetti, qui il maestro è sotto mandato d'arresto da parte del tenente Daniélou, dal quale viene a sapere che uno degli allievi del maestro, Marcel Sellier, ha testimoniato di averlo visto uscire dal capanno degli attrezzi dove il figlio del maestro, Jean-Paul, ha un fucile di quel calibro. Maigret scopre che la morta non era amata in paese, e anche di Joseph non si fidano, considerandolo uno straniero (di fatto vi è giunto da Courbevoie).
Maigret si ferma in un albergo, il Bon Coin, dove scopre che la cuoca, Thérèse, è una donna che ha conosciuto nel suo ufficio a Parigi, e anche se il maestro viene portato in carcere a La Rochelle, comincia un'inchiesta per discolparlo. Il ragazzo che ha testimoniato, figlio del poliziotto locale e considerato un tipo serio, insiste nel suo racconto, ma il giorno del funerale della donna Maigret viene a sapere che mente, probabilmente per coprire qualcuno. Con i suoi interrogatori continui, Maigret scopre che questo qualcuno è Joseph Rateau, figlio del macellaio, sdraiato con una gamba ingessata in una posizione da cui si vede sia la scuola sia la finestra della vittima, ma non ha sparato lui. È stato suo padre, Marcellin. Léonie era la bestia nera del paese, odiata da tutti, ma lui voleva solo spaventarla e se l'ha colpita in un occhio è stato per disgrazia.

## Adattamenti

### Televisione
- Episodio dal titolo The Liars, facente parte della serie televisiva Maigret, trasmesso per la prima volta sulla BBC il 18 dicembre 1961, per la regia di Rudolph Cartier e con Rupert Davies nel ruolo del commissario Maigret.
- Episodio dal titolo Maigret à l'école, facente parte della serie televisiva Les enquêtes du commissaire Maigret per la regia di Claude Barma, trasmesso per la prima volta su Antenne 2 il 13 febbraio 1971, con Jean Richard nel ruolo del commissario Maigret.
- Episodio dal titolo Maigret Goes To School, facente parte della serie televisiva britannica Maigret per la regia di James Cellan Jones, trasmesso per la prima volta il 23 febbraio 1992, con Michael Gambon nel ruolo del commissario Maigret.
- Episodio dal titolo Maigret à l'école, facente parte della serie televisiva Il commissario Maigret per la regia di Yves de Chalonge, trasmesso per la prima volta l'11 novembre 2002, con Bruno Cremer nel ruolo del commissario Maigret. In Italia l'episodio è apparso il 27 luglio 2008 con il titolo Maigret ha un dubbio.

## Edizioni italiane
- Maigret ha un dubbio, trad. di Bianca Tamassia Mazzarotto, Collana Il girasole. Biblioteca Economica Mondadori n°47 (e 154, nel 1960), Milano, Mondadori, 1956.[1] - Collana Le inchieste del commissario Maigret n.49, Mondadori, 1968; Collana Oscar n.498, Mondadori, 1973.
- Maigret ha un dubbio, trad. di Emanuela Fubini, Collana Oscar Gialli n.254, Milano, Mondadori, 1991.
- Maigret ha un dubbio, trad. di Emanuela Basile, Postfazione di Alberto Savinio, Collana Oscar Narrativa n.1400, Milano, Mondadori, 1994.
- Maigret a scuola, tradotto da P.N. Giotti, Collana gli Adelphi. Le inchieste di Maigret n°239, Milano, Adelphi, 2003, ISBN 978-88-459-1831-5.
- in I Maigret 9, Collana I Maigret, Milano, Adelphi, 2015, ISBN 978-88-459-3005-8; nuova ed., Milano, Adelphi, 2019, ISBN 978-88-459-3381-3.